# Fuentebella (Parla)
El barrio Residencial Ciudad de Fuentebella conocido más popularmente como barrio de Fuentebella es un barrio de la localidad madrileña de Parla situado en el distrito Suroeste de la ciudad.

## Urbanismo

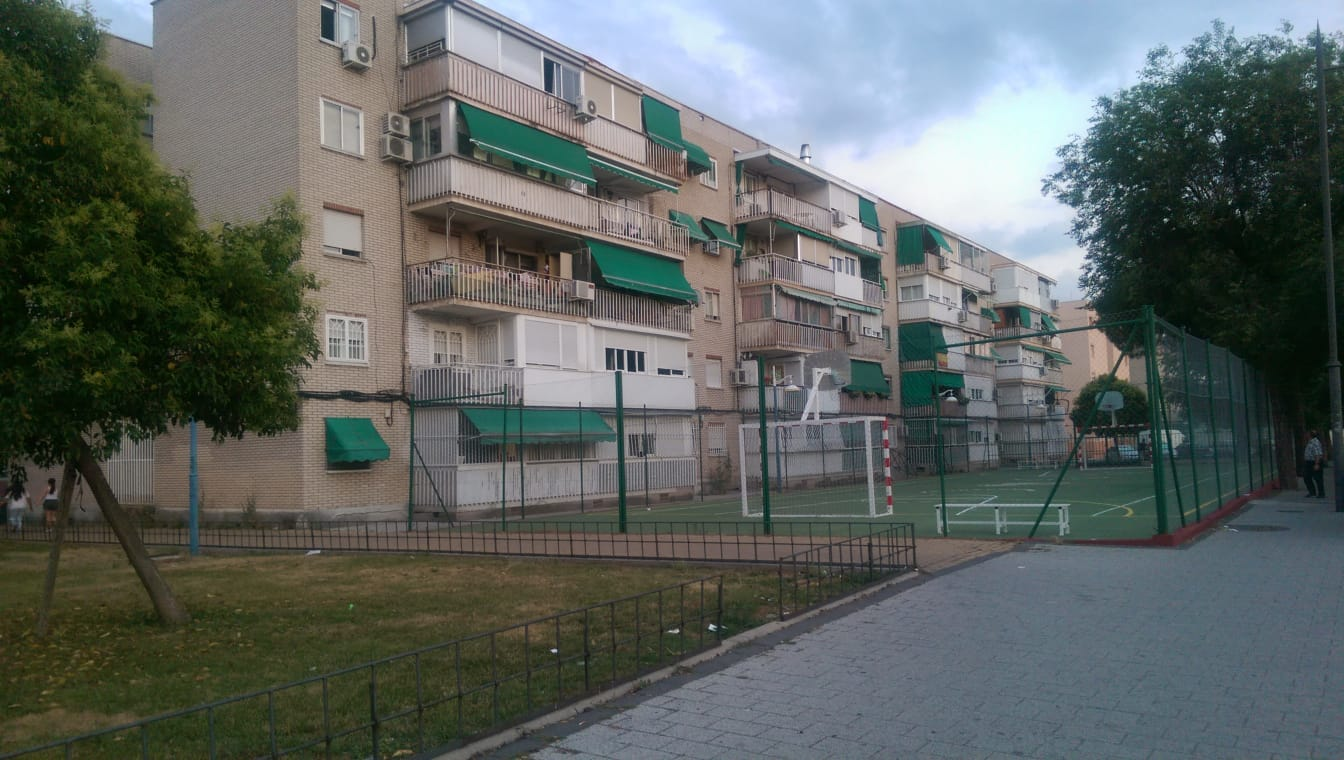
Barrio de Fuentebella donde se ven los bloques de pisos y una parte del complejo deportivo, (zona pista futbol/baloncesto).

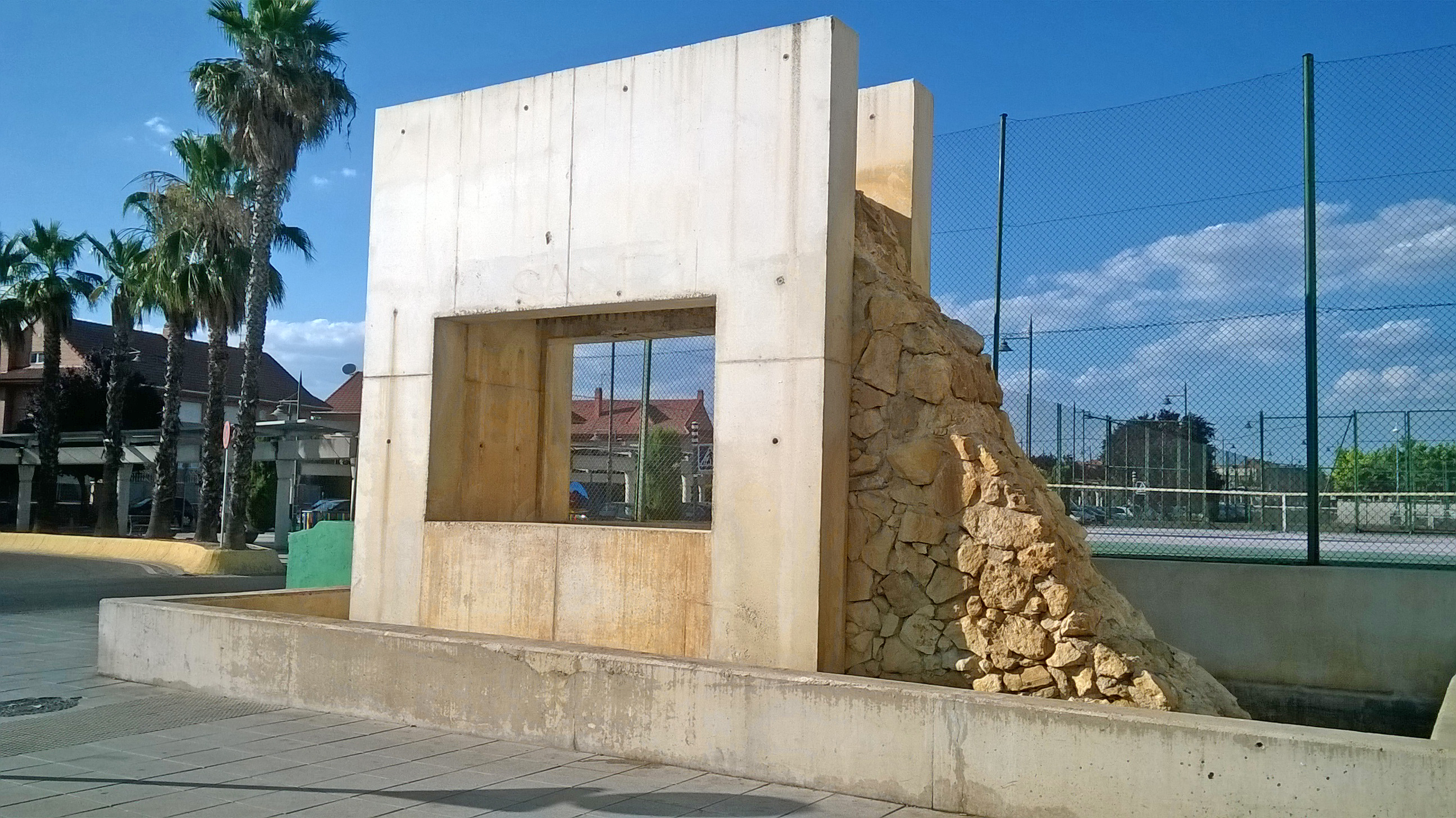
Fuente (Ventana al paisaje con lluvia).

Su antigüedad costa que se empezó a construir en los años 70, el barrio está constituido por bloques de edificios y jardines, siendo su población a 2012 de unos 3.420 habitantes. En la época que fue alcalde Tomás Gómez Franco el barrio sufrió una pequeña remodelación. Fuentebella esta limitado con la comisaría de policía nacional, el Centro Comercial Merca 2 y el Barrio de San Fermín.

### Callejero
El nombre de todas las calles es Fuentebella, ya que es un barrio residencial, solo va cambiando los números de los portales de cada edificio. Abunda la población extranjera al tratarse de un barrio obrero.

### Parques urbanos
Cuenta con zonas ajardinadas y algún pequeño parque.

### Centro deportivo
Dispone de un complejo deportivo privado, para los vecinos de la zona que deseen este servicio, cuenta con pista de futbol, baloncesto, pádel, dos canchas de tenis y dos piscinas.

## Comunicaciones

### Autobuses

#### Autobuses urbanos
- Línea circular 2